# Monroe Fein
Monroe Fein (1923–1982) fue un oficial naval estadounidense y veterano de la campaña del Pacífico de la Segunda Guerra Mundial. Más tarde, fue el capitán del malogrado Altalena en representación del Irgun al comienzo de la Guerra de Independencia de Israel.

## Biografía
Monroe Fein nació en Chicago en el seno de una familia judía de clase media, su padre era abogado y donante de causas sionistas. De niño, se destacó en natación, carrera y boxeo. Tras el estallido de la Segunda Guerra Mundial, Fein interrumpió sus estudios y se alistó en la Marina de los Estados Unidos. Fein fue dado de baja de la Marina en 1946. Regresó a Chicago y encontró trabajo como gerente de oficina de una editorial en Chicago. Después del Asunto Altalena, Fein estudió ingeniería en Berkeley. La mujer que lo había cuidado hasta que recuperó la salud, Malka Yefet, se volvió a conectar con él en la ciudad de Nueva York. Se casaron el 21 de abril de 1949. En 1952, la pareja se mudó a Israel con su primer hijo. Después de seis meses, al no poder encontrar un empleo adecuado, la familia regresó a los Estados Unidos, donde le ofrecieron un trabajo a Fein en General Electric. Más tarde trabajó para una compañía de agua y electricidad en California. Malka encontró trabajo como enfermera en Santa Mónica . La pareja tuvo cuatro hijos: Dan, Kenny, Richard y Sharona.
Fein murió en Santa Mónica el 2 de julio de 1982, a la edad de 59 años.

## Carrera naval
Alcanzó el grado de teniente y fue nombrado comandante de un buque de transporte. Su barco vio acción en el Pacífico, participando en la campaña de las Islas Marshall. Más tarde sirvió en un portaaviones que participó en incursiones en Japón.

## Caso Altalena

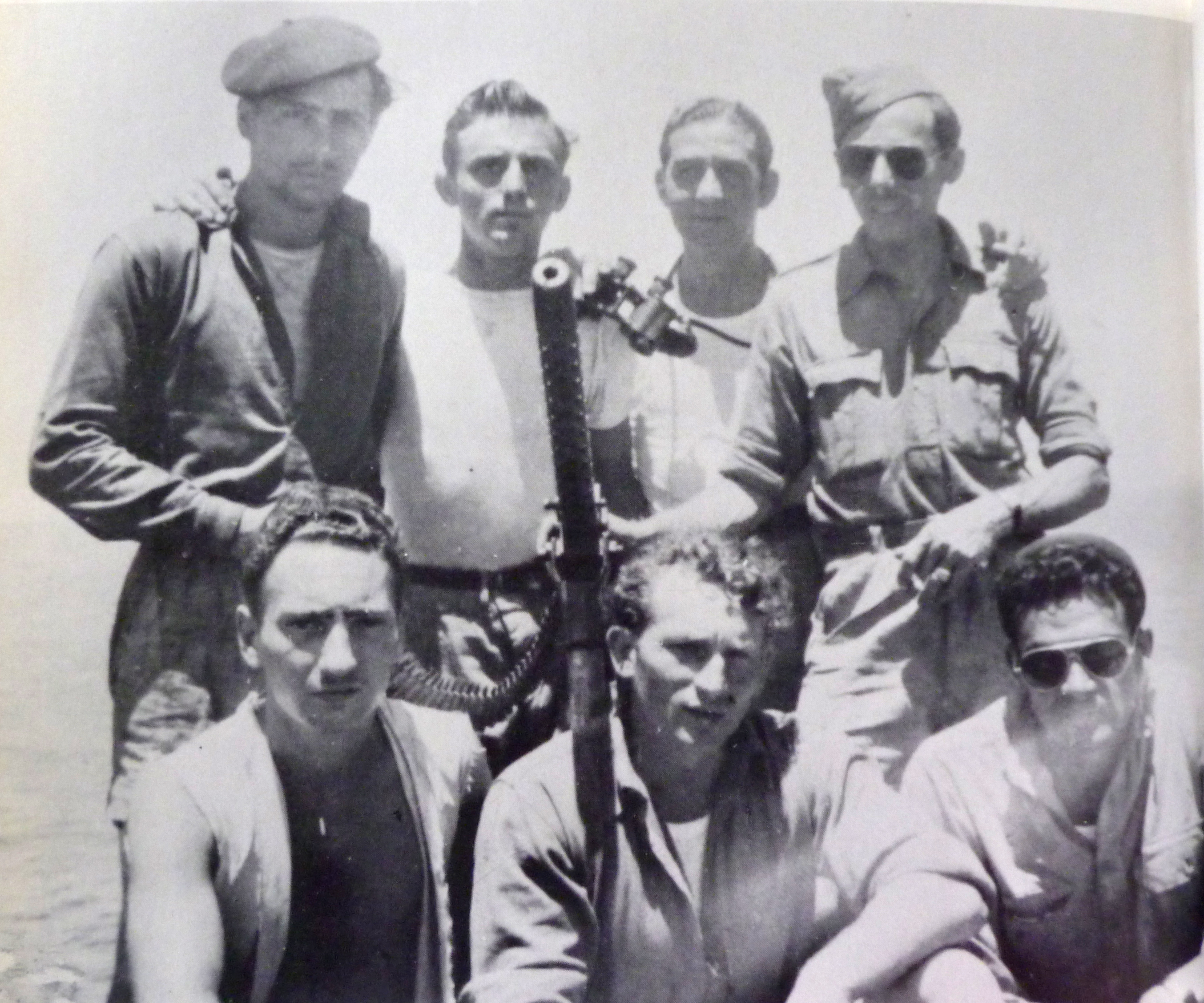
Parte de la tripulación del Altalena.

En Chicago, Fein se ofreció como voluntario para ayudar a la causa sionista. Se reunió con el representante del Irgun, Avraham Stavsky, y fue nombrado capitán del Altalena en nombre del Irgun desde su punto de partida en Port-de-Bouc, Francia, hasta el recién formado Estado de Israel en junio de 1948. Al llegar a Israel, el barco fue bombardeado provocando antagonismo entre el ejército israelí y los grupos paramilitares. Fein fue arrestado junto con muchos miembros del Irgun. Fue dado de alta una semana después debido al asma. Mientras se recuperaba, se alojó en el hotel Geula de Tel Aviv, donde fue atendido por una enfermera del Irgun, Malka Yefet, con quien más tarde se casó.